# Хаймчар
Хаймчар (бенг. হাইমচর, англ. Haimchar) — город на востоке Бангладеш, административный центр одноимённого подокруга. Площадь города равна 11,2 км². По данным переписи 2001 года, в городе проживало 17 204 человек, из которых мужчины составляли 52,62 %, женщины — соответственно 47,38 %. Плотность населения равнялась 1536 чел. на 1 км². Уровень грамотности населения составлял 31,7 % (при среднем по Бангладеш показателе 43,1 %).